# Oktober 2007
| Oktober 2007 |
| Månader under 2007: Januari · Februari · Mars · April · Maj · Juni · Juli · Augusti · September · Oktober · November · December ← December 2006 · Januari 2008 → |

- Serj Tankian släpper sitt första soloalbum: Elect the Dead (oktober).
- Amerikanska friidrottaren Marion Jones erkänner att hon tagit anabola steroider (THG) under två år från 1999 och var dopad under OS i Sydney år 2000. (4 oktober)
- Två män döms fyra års fängelse av Svea hovrätt i Stureplansrättegången. (16 oktober)
- Racerföraren Kimi Räikkönen blir världsmästare i formel 1 med Ferrari. (21 oktober)
- En serie skogsbränder börjar brinna i Kalifornien i USA (20 oktober) och slutar härja 19 dagar senare. (9 november)
- Den senaste versionen av operativsystemet Mac OS, Mac OS X 10.5 "Leopard", lanseras. (26 oktober)

- Den argentinska politikern Cristina Fernández de Kirchner vinner presidentvalet i Argentina och kommer därmed bli landets första kvinnliga president som blivit utsedd genom allmänna val. (28 oktober)
- Flygbolaget SAS VD meddelar att samtliga Dash 8-Q400 ska tas ur trafik.[1] (28 oktober)

### Fotnoter
1. ↑  ”SAS försöker rädda varumärket”. Svenska dagbladet. 28 oktober 2007. http://www.svd.se/sas-forsoker-radda-varumarket. Läst 11 september 2016.